# Mazonia
Mazoniidae
Famille
Genre
Mazonia, unique représentant de la famille des Mazoniidae, est un genre fossile de scorpions.

## Distribution
Les espèces de ce genre ont été découvertes au Canada, aux États-Unis et au Royaume-Uni. Elles datent du Carbonifère.

## Liste des espèces
Selon World Spider Catalog 20.5 :
- † Mazonia wardingleyi (Woodward, 1907)
- † Mazonia woodiana Meek & Worthen, 1868

## Publications originales
- Meek & Worthen, 1868 : « Palaeontology of Illinois. » Geological Survey of Illinois, vol. 3, p. 289–565.
- Petrunkevitch, 1913 : « A monograph of the terrestrial Palaeozoic Arachnida of North America. » Transactions of the Connecticut Academy of Arts and Sciences, vol. 18, p. 1-137 (texte intégral).